# ایروین سی میلر
ایروین سی میلر (انگلیسی: Irvin C. Miller; ۱۹ فوریهٔ ۱۸۸۴ – ۲۷ فوریهٔ ۱۹۷۵) نمایشنامه‌نویس و تهیه کننده تئاتر اهل امریکا بود.